# Emil Ernst Gottfried von Herder
Emil Ernst Gottfried von Herder (* 1. Juni 1783 in Weimar; † 26. Februar 1855 in Erlangen) war königlich-bayerischer Forst- und Regierungsrat und das sechste Kind des Philosophen Johann Gottfried Herder. Da sein Vater 1802 geadelt wurde, trug auch er seit diesem Datum den Adelstitel. Seit 1822 war er mit Luise Huber (1795–1831), der Tochter des Schriftstellerehepaares Ludwig Ferdinand und Therese Huber, verheiratet.
Herder arbeitete als königlicher baierischer Central-Buchhalter in München. Nach seiner Pensionierung 1839 übersiedelte er nach Erlangen. Hier wurde ihm anlässlich der 100. Geburtstages seines Vaters am 25. August 1844 von der Universität Erlangen die Ehrendoktorwürde verliehen. 1846 gab er eine Werkausgabe seines Vaters mit biographischen Anmerkungen heraus. 
Sein Sohn Ferdinand Gottfried von Herder (1828–1896) war Professor der Botanik in Sankt Petersburg und trug den Titel „Kaiserlich Russischer Hofrat“. Seine Tochter Adele Luise Wilhelmine von Herder (1831–1908) heiratete den Medizinalrat Wilhelm Kuby.

## Nachweise
1. ↑  Getauft am 3. Juni 1783 (Weimarische Wöchentliche Anzeigen vom 4. Juni 1783, S. 178).

| Personendaten    | Personendaten                                                                                  |
| ---------------- | ---------------------------------------------------------------------------------------------- |
| NAME             | Herder, Emil Ernst Gottfried von                                                               |
| KURZBESCHREIBUNG | königlicher bayerischer Forst- und Regierungsrat, Sohn des Philosophen Johann Gottfried Herder |
| GEBURTSDATUM     | 1. Juni 1783                                                                                   |
| GEBURTSORT       | Weimar                                                                                         |
| STERBEDATUM      | 26. Februar 1855                                                                               |
| STERBEORT        | Erlangen                                                                                       |